# Франсиско Консеисао
Франсиско Фернандес Консеисао (порт. Francisco Fernandes da Conceição) професионални је португалски фудбалер који игра на позицији везног играча. Тренутно игра у Серији А, где наступа за Јувентус и игра за репрезентацију Португалије.

## Играчка каријера

### Клубови
Родом из Коимбре, Консеисао је своју фудбалску каријеру започео у омладинском тиму Спортинга из Лисабона са осам година. Након шест година проведених у Спортинговој академији, 2017. године је прешао у Падроенсе. Годину дана касније постао је играч фудбалске академије Порта. У августу 2020. потписао је свој први професионални уговор са Портом. Дана 13. фебруара 2021. дебитовао је у главном тиму Порта, ушавши као замена у мечу португалске Примеира лиге против Боависте. Четири дана касније, 18. фебруара 2021, дебитовао је у УЕФА Лиги шампиона као замена у утакмици осмине финала против Јувентуса и постао други најмлађи играч Порта у Лиги шампиона после Рубена Невеса.
Дана 21. јула 2022. прешао је у Ајакс из Амстердама, потписавши петогодишњи уговор са клубом.

### Репрезентација
Франсиско Консеисао је играо за португалске репрезентације узраста до 16, до 17, до 18 и до 21 године.
За сениорску репрезентацију Португалије Консеисао је дебитовао 26. марта 2024. године у утакмици против репрезентације Словеније.
На Европском првенству, 18. јуна 2024. године, постигао је први гол за репрезентацију у 92. минуту, доневши победу над репрезентацијом Чешке.

## Трофеји

### Порто
- Првенство Португала (1) : 2021/22.
- Куп Португала (2) : 2021/22, 2023/24.

### Португалија
- УЕФА Лига нација (1) : 2024/25.